# Blauwzwarte snelloper
De blauwzwarte snelloper (Agonum scitulum) is een keversoort uit de familie van de loopkevers (Carabidae). De wetenschappelijke naam van de soort werd in 1828 gepubliceerd door Pierre François Marie Auguste Dejean.